# Lhatse
Lhatse (en tibetano, ལྷ་རྩེ་རྫོང་།; wylie, lha rtse rdzong; literalmente, ‘la cima de la montaña’) también conocida por su transliteración al chino Lazi  (en chino, 拉孜县; pinyin, Lāzī xiàn) es un condado bajo la administración directa de la Prefectura Shigatse en la Región autónoma del Tíbet, República Popular China. Su área es 4488 km² y su población total para 2010 fue cercana a los 50 mil habitantes.

## Administración
El condado de Lhatse se divide en 11 pueblos que se administran en 2 poblados y 9 villas.